# مول قطر
مول قطر  هو مركز تسوّق في دولة قطر تمّ افتتاحه في ديسمبر 2016 في روضة الجهانية في بلدية الريان.يقع في تقاطع طريق دخان السريع مع شارع الرفاع، على بعد 20 دقيقة من قلب الدوحة مجاور لنادي الريان الرياضي والحرس الأميري قطر.،
يقع مول قطر بجوار استاد أحمد بن علي وهوأحد الملاعب المضيفة لكأس العالم 2022الفيفا ، يوجد به (فندق الريان كيوريو أي كوليكشن) من هيلتون؛ التي توفر بيئة خالية من الكحول. مول قطر مزوّد بتقنية نظام IMAX Laser، يحتوي المول على مساحات داخلية للترفيه العائلي وأماكن للعب الأطفال التي تمكنهم من ممارسة الأنشطة واللعب من خلال الأنشطة والألعاب التي تحاكي متطلبات الحياة الواقعية.
يحتوي المول أيضًا على عروض ترفيهية مباشرة كجزء من "MOQ Live" ، مما يجعله أول مركز تجاري في العالم يعمل على تعيين طاقم مسرح داخلي العروض تُقدّم عبارة بزاوية 360 درجة على مسرح مهرجانات متعدد الاتجاهات والدوران مع صوت وإنارة مسرحيين، المسرح في قبة زجاجية مركزية عالية من ثمانية طوابق، يأتي المسرح كاملاً مزوّد بنافورة مائية متحركة. في العام2017 حاز مول قطر على حاز على جائزة أفضل وجهة للتسوّق والترفيهة في الشرق الأوسط وهي جائزة عالمية تمنحها مجلة مجلة آر إل آي "RLI.
مول قطر يضم 400 متجر، و82 مطعم تقدّم مختلف الأطعمة والوجبات، كما يحتوي على فندق 5 نجوم، وبه 19 شاشة سينما، وست شاشات للشخصيات الهامة، وبه 3000 مقعد لصالات العرض السينمائي.

## روابط خارجية
- جريدة لوسيل
- الموقع الرسمي لمول قطر
- سينما نوفو قطر مول